# Centaurea leucadea
Centaurea leucadea là một loài thực vật có hoa trong họ Cúc. Loài này được Lacaita mô tả khoa học đầu tiên năm 1925.